# مسجد كامبونج بوليه
مسجد كامبونج بوليه يقع المسجد على بعد حوالي ثمانية كيلومترات من بمدينة بندر سري بكاوان عاصمة بروناي.

## البناء
بدأ بناء مسجد كامبونج بوليه في أوائل عام 1984، على موقع أرض تبلغ مساحتها 3 فدان، وتم الانتهاء من بناء المسجد في وقت مبكر، وقد بلغت نفقات البناء مبلغ قدره نحو 500,000.00 دولار.

## الافتتاح
افتتح مسجد كامبونج بوليه رسميا من قبل الدكتور إسماعيل بن حاج خريج دميت وزير التنمية في حكومة بروناي دار السلام، وذلك في يوم الجمعة الخامس عشر من شهر جمادى الأول من عام 1407 هـ الموافق السادس عشر من شهر يناير من عام 1987 .

## التوسعة
مع تزايد عدد السكان والمصلين في منطقة كامبونج بوليه، بدأت الحكومة في اجراءات التجديد والبناء والإضافات في بدايات عام 1990، ويمكن للمسجد الآن استيعاب عدد كبير من المصلين يبلغ حوالي 1,200 مصلي في وقت واحد، ومن بين التسهيلات المتاحة في المسجد وجود قاعة متعددة الأغراض.